# オリガ・ハルラン
オリガ・ハルラン（Olga Kharlan、ウクライナ語: Ольга Харлан、1990年9月4日 - ）は、ウクライナムィコラーイウ出身の女子フェンシング選手。

## 経歴
もともとはダンスをしていたが、無料ですることができることからフェンシングを始めた。
2006年トルコで行われたヨーロッパ選手権で銀メダルを獲得した。
2008年の北京オリンピックではサーブル団体の決勝では合計45ポイントをあげる大活躍で、地元中国を破る金メダルの立役者となった。この年、ウクライナスポーツイヤー英雄賞で最優秀女性選手賞に選ばれた。
2009年のフェンシング世界選手権では団体サーブルでフランスを破り金メダル、個人でも銀メダルを獲得、この年もウクライナの最優秀女性選手賞に選ばれている。
2010年7月のヨーロッパ選手権ではサーブル団体でロシアを破り金メダルを獲得した。
2023年7月27日にミラノで行われた世界選手権で、中立選手として出場したロシア出身のアンナ・スミルノワとの握手を拒否し、失格となった。その後、国際オリンピック委員会（IOC）のトーマス・バッハ会長はオリガにパリ五輪出場を保証するとの書簡を送付した。
2024年のパリオリンピックではサーブル個人で銅メダルを獲得。出場資格のない選手がメダルを獲得するのは、1900年パリオリンピックのボート競技以来。